# Gare du Bruel
La gare du Bruel est une halte ferroviaire française de la ligne du Monastier à La Bastide-Saint-Laurent-les-Bains, située sur le territoire de la commune d'Esclanèdes, dans le département de la Lozère, en région Occitanie.
C'est une halte ferroviaire de la Société nationale des chemins de fer français (SNCF) desservie par des trains express régionaux TER Occitanie.

## Situation ferroviaire
Établie à 642 mètres d'altitude, la halte du Bruel est située au point kilométrique (PK) 627,000 de la ligne du Monastier à La Bastide-Saint-Laurent-les-Bains, entre les gares de Chanac et Barjac.

## Service des voyageurs

### Accueil
Halte SNCF, c'est un point d'arrêt non géré (PANG) à entrée libre.

### Desserte
Le Bruel est desservie par des trains TER Occitanie qui effectuent des missions entre les gares de Saint-Chély-d'Apcher, ou de Marvejols, et de Mende.

### Intermodalité
Un parking pour les véhicules y est aménagé. Elle est desservie par des cars TER Occitanie et TER Auvergne, en complément ou remplacement de dessertes ferroviaires.